# Leptaulus daphnoides
Leptaulus daphnoides är en järneksväxtart som beskrevs av George Bentham. Leptaulus daphnoides ingår i släktet Leptaulus och familjen Cardiopteridaceae. Inga underarter finns listade i Catalogue of Life.